# Chrysopa aztecana
Chrysopa aztecana is een insect uit de familie van de gaasvliegen (Chrysopidae), die tot de orde netvleugeligen (Neuroptera) behoort. 
Chrysopa aztecana is voor het eerst wetenschappelijk beschreven door Banks in 1903.